# Trance balear
Trance balear, també conegut com a trance d'Eivissa o House balear és un subgènere de música de ball electrònica trance evolucionat a partir del beat balear. Rep el seu nom per la seua popularitat entre els nightclubs de les Illes Balears, especialment d'Eivissa, destinació turística de nombrosos europeus. Les composicions de trance balear varen començar uns quants anys després de l'aparició del beat balear als anys 1990.
Manté un timbre musical similar al de la música "house balear" amb un tempo més alt, de 125 pulsacions per minut (bpm, en anglès) a 145 bpm, típicament al voltant dels 130 bpm. El seu focus primari és ambiental, sent similar al "dream trance".
"Aquesta música pretén capturar un estat d'ànim tou, típic d'una posta de sol mediterrània, potser a causa del seu ús d'instruments de corda com guitarres i mandolines i d'altres elements associats amb la Mediterrània, com oceans, ocells, i altres coses manllevades del trance ambiental."

## Artistes notables
- Chicane
- Energy 52
- Humate
- Roger Shah
- Solarstone
- James Zabiela